# Aparício Pires
Aparício Pires (Rio de Janeiro, 1925 - 5 de abril de 2008) foi um jornalista brasileiro. Nascido em 1925, iniciou sua carreira no jornalismo aos 25 anos. Sua manchete "Garoto Dinamite explode no Maracanã" publicada no Jornal dos Sportes, edição de 29 de novembro de 1971, popularizou o apelido criado por ele para o craque Roberto Dinamite.
Aparício trabalhou nas principais redações do país: Última Hora, O Globo, O Pasquim e Jornal dos Sports, entre outros. Foram 39 anos de carreira. Aposentou-se em 1989 pelo Jornal do Brasil, onde trabalhava desde 1983. Morreu em 2008, aos 82 anos.
"Para escrever você deve trabalhar toda sua sensibilidade em torno da notícia , olhar, enxergar, sentir, perceber muito mais na entrelinha do que na linha, mais no gesto do que na palavra", Aparício Pires
Com criatividade, cunhou expressões como "Carrossel holandês" para o esquema tático utilizado pela Seleção do país na Copa do Mundo de 1974. Também foi responsável por apelidar o time Fluminense como "A Máquina" por sua formação de 1976. No mesmo ano, assinou o manifesto "Em nome da verdade", publicado por jornalistas no jornal O Estado de S.Paulo em busca de respostas para o assassinato do jornalista Vladimir Herzog pela ditadura militar.